# Gröpern 5, 6 (Quedlinburg)

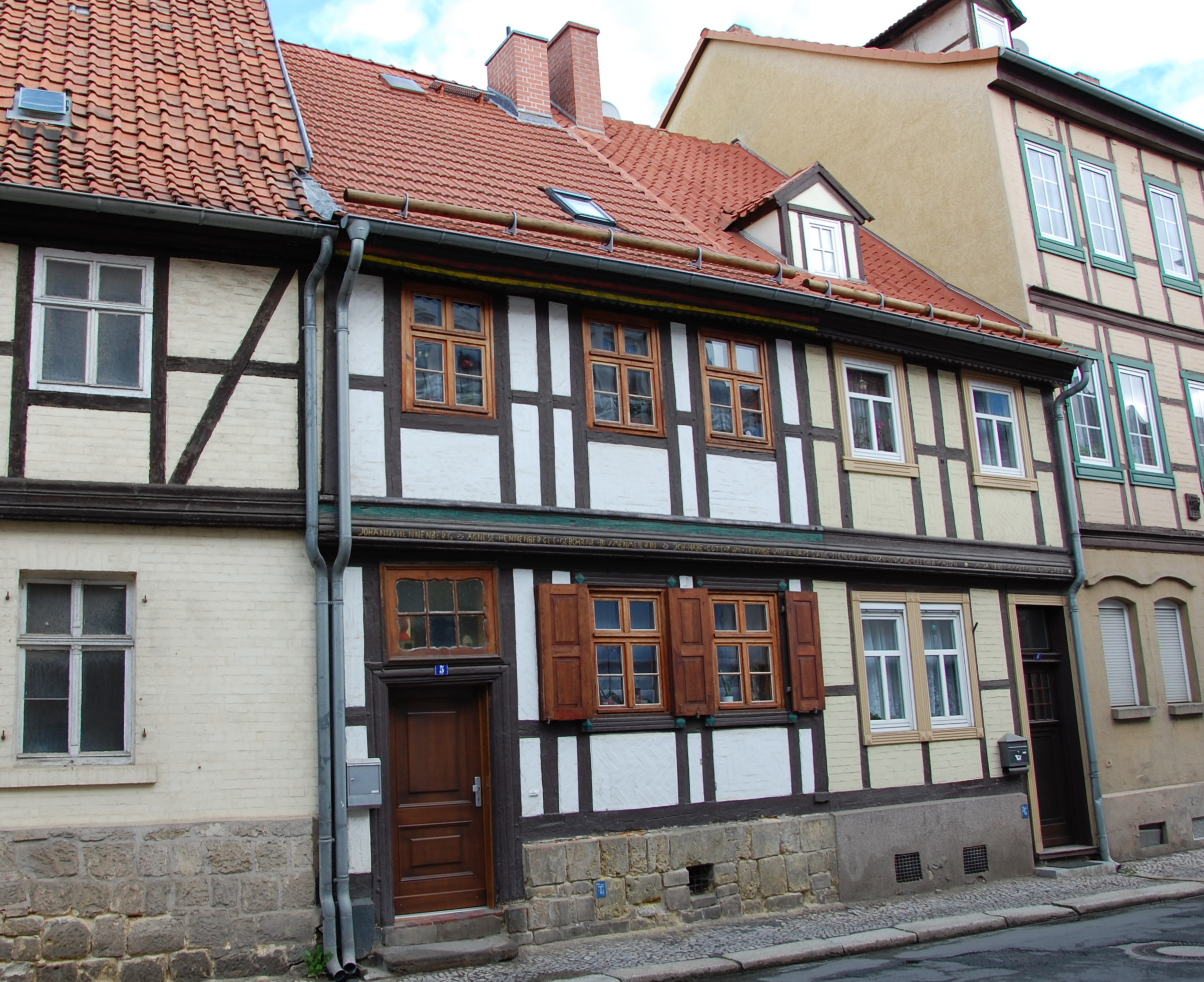
Haus Gröpern 5, 6

Das Haus Gröpern 5, 6 ist ein denkmalgeschütztes Gebäude in Quedlinburg in Sachsen-Anhalt.

## Lage
Das im Quedlinburger Denkmalverzeichnis als Wohnhaus eingetragene Gebäude befindet sich nördlichen der Quedlinburger Altstadt auf der Westseite der Straße Gröpern. Es gehört zum UNESCO-Weltkulturerbe. Gröpern war im 18. Jahrhundert eine kleine Siedlung vor der Stadtmauer, zu der man durch das Gröpern Tor gelangte.

## Architektur und Geschichte
Das zweigeschossige barocke Fachwerkhaus wurde als Doppelhaus nach einer auf dem Tragebalken befindlichen geschnitzten Inschrift im Jahr 1725 für Johannes und Agnes Henneberg gebaut. Als Verzierungen finden sich altertümliche Kerbschnitte. Die Gefache sind mit verschiedenen Zierausmauerungen versehen. Auf Joachim Trost als Zimmermann verweist die Inschrift M.JA.TROST ZIMMERMANN. Ihm sind in Quedlinburg auch die Fachwerkarbeiten der Häuser Schloßberg 29, Mühlenstraße 5 und An der Kunst 8 zuzurechnen.